# 댄스플래너
주식회사 댄스플래너(Dance Planner Co. Ltd.)는 대한민국의 무용 관련 문화기업이다. 무용수(발레, 현대무용)와 무용단을 위한 서비스를 개발하고 실시 중이다.

## 기본 정보
- 설립자: 김동욱[2]
- 창립: 2018년 5월 29일
- 본사 소재지: 대한민국 서울 강남구 선릉로93길 40 나라키움 역삼A빌딩 407호 (서울소셜벤처허브)
- 공식 사이트: danceplanner.net
- 설립 배경 : 국내 무용수들이 좋은 실력과 열정을 지녔음에도 좁은 취업문턱을 넘지 못하여 무용수의 길을 포기하는 것을 보고 사업을 시작하였다.  댄스플래너 대표 또한 같은 문제로 고민을 하다가 해외 무용단에 입단한 케이스로, 실제 경험을 살려 법인 설립 전인 2016년부터 주변 무용수를 대상으로 컨설팅을 시작하며 지금의 회사를 설립하게 되었다.[3]

## 사업모델

### 해외무용단 입단 프로그램
해외 무용단에 입단하기 위한 교육과 경험을 쌓아 입단까지 연결하는 단계별 프로그램으로 댄스플래너 협력무용단에 일정 기간동안 입단하여 무용 스펙을 쌓는다.
해외 무용단 연수 프로그램, 인턴 프로그램, 정단원 입단 3단계로 구성되어 있다.

### 해외무용단 오디션 컨설팅
무용수에게 맞는 무용단 추천, 오디션 응시, 오디션 투어 설계(숙소, 이동경로, 항공 예약), 연습공간 마련 + 계약 컨설팅 (계약서 조율, 비자발급 도움)
댄스플래너가 해외무용단 입단을 위한 전반적인 과정에 참여하여 무용수가 해외에서 별다른 어려움 없이 오디션에 참가하고, 계약을 진행하여 안정적으로 입단할 수 있게 한다.

#### 서비스 일정
매년 1~3월 오디션 시즌을 대상으로 전 해 10월부터 상담을 받는다.
2021년부터 댄스플래너의 모의 오디션을 통해 가상으로 합격한 무용수에게 이용 자격을 부여한다.

#### 성과
두 시즌(2016, 2017) 동안 총 35명의 무용수가 이 서비스를 거쳤고, 총 25건의 합격 성과를 보였다.
- 합격 무용단: 슬로바키아 브라티슬라바 국립 발레단, 슬로바키아 코시체 발레단, 체코 브르노 국립발레단, 이탈리아 레체 발레단, 독일 브레머하펜 발레단, 체코 플젠 DJKT 발레단, 독일 코부르그 발레단, 불가리아 플로브디프 발레단, 독일 라이프치히 발레단, 폴란드 우쯔 발레단, 불가리아 바르나 발레단, 폴란드 그단스크 발틱 발레단, 덴마크 티볼리 발레단, 체코 프라하 국립 발레단, 오스트리아 인스부르크 발레단, 루마니아 야쉬 국립 발레단, 체코 올로모츠 발레단, 우루과이 국립 발레단 등...

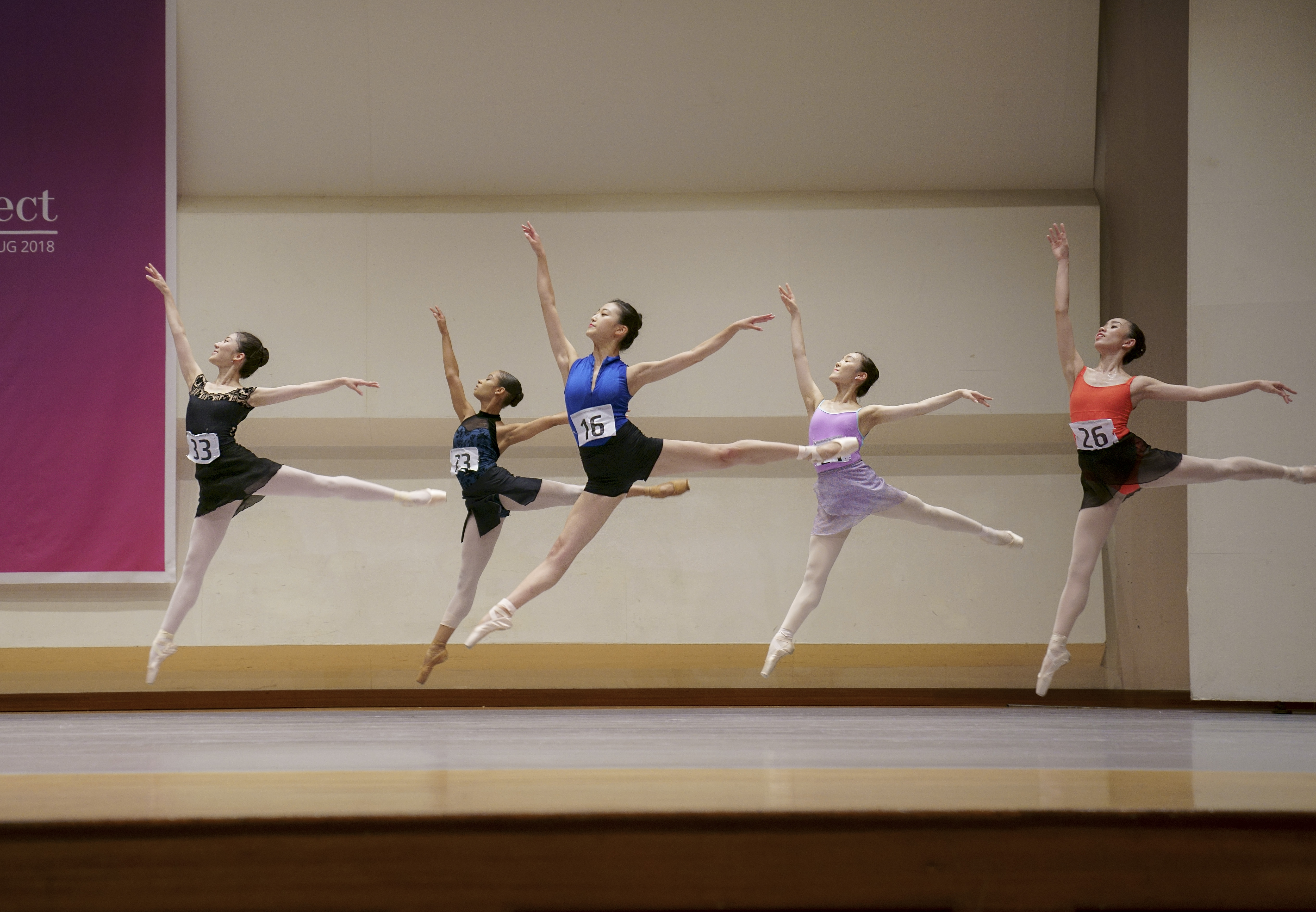
Asia Dance Audition Round.1

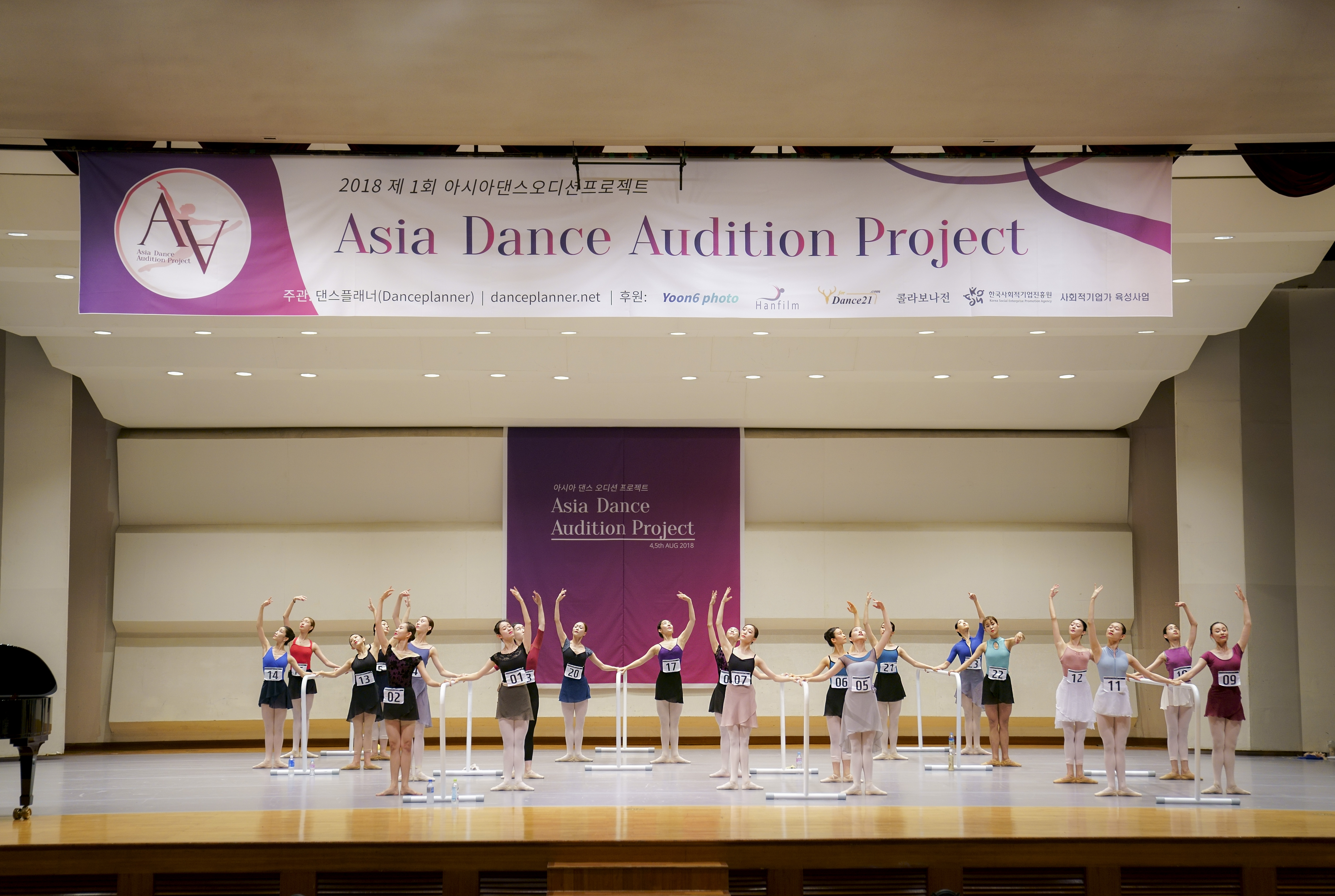
Asia Dance Audition Round.1

### 아시아 댄스 오디션(Asia Dance Audition)
댄스플래너 주관 대형 해외무용단 입단 오디션.
2018년에 처음 개최되었으며, 2020년부터 2년 주기로 개최된다.
유럽과 북미의 무용단장이 초청되어 함께 활동할 단원 선발.
뽑힌 무용수는 이르면 당해 하반기부터 활동을 시작한다.
- 외부 링크 : 공식 홈페이지 , Asia Dance Audition channel on Youtube

### 해외무용단, 무용인 내한 공연 매니지먼트
대한민국 지자체, 문예시설 기획공연 대상으로 해외무용단, 무용인의 초청 및 섭외, 매니지먼트 진행.
2018년 9월 22일:  서귀포 예술회관 발레스타갈라쇼, Supported Adam Zvonar, Radka Prihodova 보관됨 2018-12-28 - 웨이백 머신 (Czech Prague National Ballet Company)

### 해외 무용 유학 컨설팅 (댄스플래너 공정 유학)
해외 주요 무용학교에 입학할 수 있도록 전문적인 컨설팅진행.
무용 전문학교 리서치부터 진학을 위한 전문적인 상담, 오디션 케어.

## 역대 이용자
- 이승용 발레리노: 전 대한민국 국립발레단원, 전 슬로바키아 코시체 발레단 솔리스트, 현 슬로바키아 브라티슬라바 국립발레단 데미솔리스트
- 김윤식 발레리노: 전 대한민국 국립발레단원, 현 체코 프라하 국립발레단 데미솔리스트
- 윤별 발레리노: 현 우루과이 국립발레단 정단원, 체코 브르노 국립발레단 합격
- 이주호 발레리노: 전 국립발레단 단원, 전 홍콩 시티 발레단 단원, 현 에스토니아 바네무이네 타르투 발레단 데미솔리스트
- 남궁진우 현대무용수: 2021/22시즌 폴란드 댄스 시어터 입단[4]
- 차문호 무용수: 2021/22시즌 독일 팔츠시어터 무용단 입단
- 이윤주 무용수: 2021/22시즌 독일 팔츠시어터 무용단 입단
- 김민수 무용수: 포르투갈 쿼럼 무용단 2021/22시즌 유럽 투어 참여
- 김민영 발레리나: 2022/23시즌 핀란드 국립발레단 입단

## 서비스연혁
- 2016년  댄스플래너 개인사업자 설립
- 2016년 11월  댄스플래너 해외무용단 오디션 컨설팅 시작
- 2017년 11월  해외무용단 오디션 컨설팅 시즌2 시작
- 2018년 2월  해외무용단 오디션 컨설팅 시슨1-2 통합 고객수 35명 기록, 25건 합격 기록
- 2018년 2월  한국사회적기업진흥원 사회적기업가육성사업 글로벌 지원팀 선정, 서울시 중구로 사무실 이전
- 2018년 4월  댄스플래너 공식 사이트 오픈(danceplanner.net)
- 2018년 5월  주식회사 댄스플래너 법인 전환
- 2018년 8월  아시아 댄스 오디션(구 아시아 댄스 오디션 프로젝트) 개최
- 2018년 8월  탑오브더발레마스터클래스(TBMC: Top of the Ballet Master Classes) 개최
- 2018년 9월  발레마스터클래스 in 부산 개최
- 2018년 9월  소셜캠퍼스온 경기 입주기업선정, 경기도 성남시로 사무실 이전
- 2018년 11월  한전 사회적기업 해외판로 지원사업 선정
- 2018년 12월  댄스플래너 공식 사이트 리뉴얼
- 2018년 10월  해외무용단 오디션컨설팅 시즌3 시작
- 2019년 4월  글로벌 댄스 인턴십 진행 (독일 올덴부르크 무용단, 드레스덴 젬버오퍼 발레단 각 1명 합격& 입단)
- 2019년 7월  제2회 아시아 댄스 오디션 개최
- 2019년 10월 해외무용단 입단 프로그램" 론칭
- 2019년 11월 제 1회 아시아 댄스 오디션-스쿨 개최
- 2020년 9월 (사)대한무용협회, 코리아국제현대무용콩쿠르조직위원회와 협력하여 아시아 댄스 오디션-컨템포러리(현대무용) 개최[5]
- 2021년 4월 모의 오디션 첫 서비스, 해당 서비스를 통해 1명의 무용수 취업 성사
- 2021년 6월 무용 영어 런칭
- 2021년 9월 (사)대한무용협회, 코리아국제현대무용콩쿠르조직위원회와 협력하여 제2회 아시아 댄스 오디션-컨템포러리(현대무용) 개최
- 2022년 6월 해외무용단 입단 교육 프로그램 런칭

## 협력 무용단
Dresden Semperoer Ballett, The Leipziger Ballett 보관됨 2020-08-10 - 웨이백 머신, Thüringer Staatsballett, The ballett of Theater Dortmund, Bremerhaven Ballett, Croatian National Ballet in Rijeka, Scapino Ballet Rotterdam, The Dresden Frankfurt Dance Company 보관됨 2020-01-13 - 웨이백 머신
Ballet National Brno, The National Moravian-Silesian Ballet, Polish National Ballet, Budapest Dance Theatre, The Hungarian National Ballet, Delattre Dance Company, Giessen Dance Company
Finnish National Theater, Dutch National Theater, Teatr Wielki w Poznaniu, Oldenburgisches Staatstheater, Stadttheater Bremerhaven, Opera Krakow Ballet, National Ballet of Portugal, Divadlo F. X. Šaldy Liberec,, Théâtre du Capitole
Canada’s Royal Winnipeg Ballet, Ballet de Catalunya, Theater Hagen, Opera Wrocławska Ballet, Plzen DJKT Ballet Company, Croatia National ballet-Split, Moravian Theater Olomouc, Hungary Gyor Ballet Company